# Langues lower sepik-ramu
Les langues lower sepik-ramu sont une des familles de langues de l'ensemble que forment les langues papoues. Elles forment une famille différente et ne doivent pas être confondues avec les langues sepik.

## Classification interne
Les langues lower sepik-ramu sont :
- langues lower sepik-ramu
  - groupe des langues agoan 
    - abu
    - gorovu

  - ambakich
  - groupe des langues lower sepik 
    - angoram
    - chambri
    - sous-groupe karawarian 
      - tabriak
      - yimas

    - sous-groupe nor 
      - kopar
      - murik

  - groupe des langues ramu 
    - sous-groupe annaberg 
      - sous groupe aian 
        - aiome
        - anor

      - rao

    - sous-groupe ataitan 
      - andarum
      - tanguat
      - sous-groupe tangu-igom 
        - kanggape
        - tanggu

    - sous-groupe lower ramu 
      - sous-groupe kire-mikarew 
        - kire
        - mikarewan 
          - aruamu
          - sepen

      - sous-groupe WAG 
        - borei
        - bosngun-awar 
          - awar
          - bosngun

        - watam-kaian 
          - kaian
          - watam

    - sous-groupe tamolan 
      - breri-romkun 
        - breri
        - romkun

      - igana
      - itutang-midsivindi-akrukai 
        - akrukay
        - inapang
        - kominimung